# I See Stars
I See Stars — американський електронікор гурт з Воррена, штат Мічиган.
Їх перший альбом, 3-D досяг № 176 на Billboard 200. Їх другий альбом, The End of the World Party, вийшов 22 лютого 2011 року. Третій студійний альбом гурту, Digital Renegade, вийшов 13 березня 2012. Digital Renegade демонструє стилістичні зміни, показуючи агресивніший стиль музики, ніж їхні попередні альбоми.
Гурт також з'явився на треку під назвою «Beauty And The Beast» від Dubstep артиста BARE. Четвертий студійний альбом гурту, New Demons вийшов 22 жовтня 2013 р. New Demons демонструє елементи EDM (електронно-танцювальної музики) при досягненні ще агресивнішого звучання, ніж Digital Renegade. На 29 січня 2015 року, I See Stars випустили перший ремікс з 8 запланованих. Повний реміскований альбом (з усіма 8-ома треками) вийшов в березні 2015 року під назвою New Demons (Remixes).
З моменту дебютного альбому, за винятком короткого виходу вокаліста-клавішника Зака Джонсона, склад гурту залишався незмінним до середини 2015 року, коли гурт оголосив про вихід ритм-гітариста Джиммі Грегерсона і вокаліста Зака Джонсона. Вокаліст Девін Олівер зараз займається як чистим, так і екстрім-вокалом. П'ятий студійний альбом і перший альбом гурту за участю нового складу, Treehouse, вийшов 17 червня 2016 року. Барабанщик Люк Голланд зіграв ударні партії для цього альбому, а Ендрю Олівер зайняв його місце на клавішних. Останнім релізом гурту є мініальбом Treehouse (Acoustic), який вийшов 6 квітня 2018 року.
Гурт випустив усі шість студійних альбомів та інші релізи на лейблі Sumerian Records.
Гурт визначає свій стиль як «EH», або «Electronic-hardcore».

## Історія

### 2006–08: заснування та перші релізи
Брати Девін та Ендрю Олівер грали разом з дитинства і жили в одному районі з гітаристом Брентом Алленом. Як стверджував Девін: «Я, Брент, барабанщик — мій брат, і бас-гітарист Джефф, ми всі жили в одному кварталі один від одного з дитинства, [в] початковій школі». Гурт офіційно розпочав діяльність у 2006 році під назвою I See Stars, яка, за словами Девіна, не має жодного значення, окрім того, що їм «потрібна була назва», і хтось запропонував її.
Гурт випустив дебютний мініальбом Green Light Go! у 2007 році і кілька демо, включаючи однойменний мініальбом, перш ніж підписали контракт з лейблом Sumerian Records у 2008 році.

### 2008–09:3-D, вихід Джонсона та прихід Мура
I See Stars записали дебютний альбом 3-D у 2008 році на студії Chango Gridlock Studios в Орландо, штат Флорида, з продюсером Кемероном Мізеллом. У записі альбому брав участь Зак Джонсон як вокаліст і клавішник. Джонсон покинув гурт невдовзі після виходу альбому, 14 квітня 2009 року, через особисті проблеми, які, на його думку, занадто заважали йому під час гастролей. Після цього до гурту приєднався Кріс Мур, колишній учасник We Came as Romans і продавець сувенірної продукції гурту, який став новим вокалістом і клавішником.
У серпні 2009 року I See Stars вирушили у друге щорічне турне «Artery Foundation Across the Nation», хедлайнером якого були Emarosa, разом з гуртами Our Last Night, In Fear and Faith, Burden of a Day і Broadway. У 2010 році I See Stars завершили турне з Attack Attack!, Breathe Carolina, Asking Alexandria і Bury Tomorrow третього щорічного туру Artery Foundation Across the Nation.

### 2010: вихід Мура, повернення Джонсона таThe End of the World Party
14 червня 2010 року клавішник і вокаліст Кріс Мур оголосив про вихід з гурту, пославшись на «творчі розбіжності». У відповідь на запрошення колишній учасник I See Stars Зак Джонсон повернувся до гурту і приєднався до них на Warped Tour 2010.
У березні 2010 року гурт увійшов до студії, щоб розпочати роботу над другим студійним альбомом під назвою The End of the World Party з лейблом Sumerian Records і продюсером альбому 3-D Кемероном Мізеллом. Майже одразу після завершення роботи над альбомом гурт відіграв тур Vans Warped Tour з 24 червня по 18 липня 2010 року.
4 листопада 2010 року гурт опублікував попереднє прослуховування титульного треку другого альбому, «The End of the World Party», на YouTube-сторінці лейблу Sumerian Records. Вони грали цю пісню на різних концертах у 2010 році до виходу альбому. Повна версія титульного треку була випущена на iTunes 7 грудня 2010 року.
Гурт оприлюднив трек-лист альбому 2 січня 2011 року. Перед виходом альбому гурт зіграв ще одну пісню під назвою «Glow» на різних живих концертах. 1 лютого 2011 року на сайті Alternative Press з'явилася нова пісня з альбому під назвою «Wonderland». 22 лютого 2011 року відбувся реліз альбому в повному обсязі.
Гурт взяв участь у турі Soundwave 2011 в Австралії. Вони підтримали We the Kings разом з Versa у Великобританії. Вони також брали участь в американському турне 2011 року разом з Conditions, Versa, Destroy Rebuild Until God Shows і Black Veil Brides.
31 травня 2011 року гурт дебютував на американському телебаченні, виконавши пісні «Glow» і «What This Means to Me» на шоу «Джиммі Кіммел наживо!».

### 2011–12:Digital Renegade
I See Stars відіграли тур Monster Outbreak Tour з хедлайнерами Of Mice & Men і супроводжувальними гуртами Iwrestledabearonce, For the Fallen Dreams, Abandon All Ships і That's Outrageous! з 26 жовтня по 29 листопада. Гурт гастролював у рамках туру Scream It Like You Mean It з хедлайнерами Breathe Carolina та Chiodos. У турі також взяли участь репер Mod Sun, гурт The Color Morale і новий металкор-гурт на лейблі Rise Records, The Air I Breathe. У тогочасних інтерв'ю гурт заявив, що почав запис нового альбому у вересні 2011 року, як тільки завершився турне Scream It Like You Mean It Tour. Після кількох сесій запису вони розпочали ще один тур у листопаді. Продюсером альбому виступив Джоуї Стерджес.
I See Stars стали хедлайнерами туру Leave It 2 The Suits за підтримки Stick to Your Guns, Memphis May Fire, Our Last Night і Make Me Famous. У рекламному відеоролику туру було оголошено, що їхній третій альбом вийде 13 березня 2012 року і отримає назву Digital Renegade. Опівночі 8 січня 2012 року на сторінці гурту у Facebook була опублікована неопрацьована версія пісні «Filth Friends Unite» з майбутнього альбому. Доопрацьована версія пісні була випущена як перший офіційний сингл з альбому 17 січня. Другий сингл I See Stars, «NZT48», вийшов на YouTube 23 лютого у вигляді лірик-відео. Пісня вийшла на iTunes 28 лютого, також разом із попереднім замовленням альбому. Повний альбом вийшов 14 березня 2012 року.
30 серпня 2012 року всі учасники гурту були заарештовані в окрузі Салін, штат Канзас, за зберігання і намір вжити «галюциногенні наркотики», без уточнення, яких саме. Самі учасники опублікували свої маґшоти, а вокаліст Девін Олівер прокоментував досвід арешту у своєму профілі в Твіттері, заявивши, що у нього «щойно пройшли найгірші 13 годин у моєму житті».
Після звільнення гурту з в'язниці 9 жовтня 2012 року вийшов новий сингл під назвою «The Hardest Mistakes» за участю Касседі Поп, який є реміксом на пісню «Electric Forest». Вони також відіграли кілька концертів у турі Falling in Reverse «The Thug in Me Is You», але через ворожнечу з вокалістом Falling in Reverse Ронні Радке їх достроково вигнали з туру. Вони заявили, що незабаром знову відправляться в турне, незважаючи на ворожнечу між таборами Falling in Reverse і I See Stars. Потім I See Stars відправилися в турне Monster Outbreak разом з Asking Alexandria, As I Lay Dying, Memphis May Fire і Attila, замінивши Suicide Silence, які вибули після смерті вокаліста Мітча Лакера.

### 2013–15:Renegades ForeverтаNew Demons
На початку-середині 2013 року гурт закінчив роботу над четвертим студійним альбомом New Demons, реліз якого відбувся 22 жовтня. Продюсером студійного альбому виступив Джоуї Стерджес. Клейтон з Celldweller запрограмував чотири треки альбому. Пізніше гурт оголосив, що записав «важчу» пісню за участю вокаліста Френка Палмері з Emmure і епізодичної появи Метті Монтгомері з For Today. Ця пісня, «Can We Start Again», була опублікована на YouTube 12 травня 2013 року. Історія створення пісні «почалася як сторінка Б з нашого попереднього альбому і перетворилася на щось більше. За допомогою лейблу Sumerian Records і наших друзів Френкі Палмері та Метті Монтгомері, вона стала про сцену, яка дуже нагадує коридори, якими ми ходили підлітками. Ми використали культовий текст пісні гурту Bane, який змінив сцену ще до того, як з'явилися такі гурти, як ми, і досі займає місце в багатьох серцях. Ми всі тут, щоб спілкуватися через музику і бути частиною руху, який охоплює відкриті уми і відкриті серця. На жаль, деякі люди обирають процвітати на негативі, роз'єднаності та нарцисизмі. Ця пісня присвячується всім нашим колегам і друзям, які живуть в дорозі, роблячи це щороку, але, що більш важливо, всім фанатам, які роблять це все можливим. Це не пісня з майбутнього альбому. Це завершальна глава [digital_renegade] і перший трек нашого цифрового мікстейпу під назвою „Renegades Forever“».
17 червня 2013 року Alternative Press опублікував на своєму сайті ексклюзивну прем'єру першого синглу New Demons під назвою «Violent Bounce (People Like ¥øµ)». Дату релізу New Demons перенесли з 17 вересня на 22 жовтня, після того, як раніше була призначена дата релізу 13 серпня. Через акаунт I See Stars у Твіттері гурт написав 16 вересня: «Я знаю, що багато хто з вас думає, що альбом вийде завтра. На жаль, нам довелося відкласти його. Нам дуже шкода тих, хто його очікує :(».
Під час Warped Tour 2013 гурт грав на сцені нову, ще ніким не почуту пісню. Пісня виявилася «Ten Thousand Feet» і увішла до майбутнього альбому New Demons. Одночасно з цим, 20-секундне превью пісні «Murder Mitten» було додано наприкінці туру Sumerian Records «Started From The Bottom, Now We Here Tour», викладеного на YouTube-каналі лейблу. 24 вересня опівночі гурт випустив другий сингл під назвою «Murder Mitten». Сингл вийшов разом із лірик-відео на YouTube. 8 жовтня I See Stars випустили титульний трек «New Demons» як безкоштовну пісню для тих, хто оформив попереднє замовлення на альбом. Потім альбом з'явився у вільному доступі 10 жовтня.
27 серпня 2013 року гурт оголосив про північноамериканське турне Started From The Bottom Now We Here з гуртами The Word Alive, Crown the Empire і запрошеними гуртами Dayshell, Get Scared і Palisades, яке розпочнеться в Альбукерке, штат Нью-Мексико, в історичному театрі Sunshine 29 жовтня і завершиться в Сент-Луїсі, штат Мічиган, 24 листопада.
13 грудня 2013 року гурт оголосив, що гратиме у турі «The New King's Tour» гурту Attila разом з гуртами Capture, Ice Nine Kills і Myka Relocate, починаючи з 31 січня 2014 року.
У них виникла коротка ворожнеча з Ронні Радке через звинувачення у непрофесіоналізмі, що призвело до обміну твітами. Ронні записав пісню під назвою «I Wash Cars», яка мала бути внутрішнім жартом, але просочилася в мережу. Виникла суперечка. Влітку 2014 року вони стали хедлайнерами туру «All Stars Tour». Вони також гастролювали в грудні 2014 року з Razihel.
16 червня 2015 року сторінка гурту на Facebook була зламана і використана для просування ісламістської пропаганди.

### 2015–18:Phases, вихід Грегерсона, повторний вихід Джонсона таTreehouse
31 липня 2015 року гурт анонсував свій новий реліз, Phases, альбом, в основі якого лежить переосмислення пісень з попередніх релізів в акустичному, чистому стилі. Гурт також включив до трек-листа чотири кавери на пісні. Окрім анонсу повністю акустичного альбому, I See Stars оголосили, що стануть хедлайнерами акустичного туру, відомого як «Phases Tour». Після виходу альбому ритм-гітариста Джиммі Грегерсона вигнали з гурту з невстановлених причин, згодом він почав гастролювати у складі Metro Station. Хоча в його акаунті в Instagram було підтвердження інформації про вигнання з гурту під час Warped Tour 2015, ця інформація не була оприлюднена щонайменше через місяць після його виходу і пізніше була підтверджена ще раз у грудні 2015 року через Twitter. Екстрім-вокаліст і клавішник Зак Джонсон не з'явився в Phases, а також не гастролював з гуртом на його підтримку.
22 грудня 2015 року гурт випустив коротке тизерне відео майбутнього турне по США, яке також містило тизер нового матеріалу, запланованого на 2016 рік. Невідомо, чи буде це окрема пісня, чи увійде до майбутнього мініальбому або альбому. Того ж дня Грегерсон і Джонсон зробили окремі пости у своїх акаунтах в Instagram, оголосивши, що кілька місяців тому їх звільнили з гурту, хоча жоден з них не пояснив, що призвело до їхнього виходу. Пізніше Джонсон оголосив у тому ж пості, що він створив новий гурт під назвою Therefore Farewell, який невдовзі покинув і заснував джент-гурт Outer Glow. Пізніше було заявлено, що чистий вокаліст Девін Олівер візьме на себе обов'язки як чистого, так і екстрім-вокалу, в той час як барабанщик Ендрю Олівер переключиться на клавішні і візьме на себе частину чистого вокалу Девіна і екстрім-вокалу Зака.
Гурту оголосив на своїй сторінці у Facebook, що п'ятий альбом під назвою Treehouse вийде 17 червня. Гурт брав участь у турі «10 Years In The Black» з Asking Alexandria, Born of Osiris, After the Burial, Upon a Burning Body і Bad Omens. Потім вони стали хедлайнерами ще одного туру під назвою Treehouse Tour.
6 квітня 2018 року гурт випустив новий мініальбом, який містив акустичні версії пісень з Treehouse.

### 2019— дотепер: відновлення гастролів та новий матеріал
1 лютого 2019 року гурт оголосив, що стане частиною туру Kayzo «Doghouse Takeover Presents: Unleashed», електронно-метал-кросовер-туру з багатьма колегами з альтернативної метал-сцени та електронної сцени. Разом із оголошенням гурт поділився своїм захватом щодо туру, заявивши, що у них завжди були цікаві склади хедлайнерів у минулому, але вони раді допомогти Kayzo у розширенні кордонів музичної сцени.
26 липня гурт оголосив про невеликий акустичний тур на честь 10-річчя дебютного альбому 3-D, випустивши наступну заяву: «Ми були ще дітьми, коли писали 3-D. Цей запис породив прекрасне життя, яким ми благословенні жити, і неймовірний досвід, який прийшов разом з ним. Не можу дочекатися, щоб відіграти кілька концертів, присвячених виключно цьому альбому в акустичному виконанні! Це лише перший раунд. Так що якщо ви не побачите тут своє місто, не хвилюйтеся. Набагато більше попереду!».
Протягом 2019 року гітарист Брент Аллен почав грати на педальній слайд-гітарі з детройтським альт-кантрі гуртом Teddy Roberts and the Mouths. У березні 2019 року гурт виступив на розігріві у MewithoutYou та Tigers Jaw. Наступного місяця гурт випустив дебютну довгогральну платівку під назвою Never Wanna Die.
2 серпня гурт оголосив, що на початку листопада вони візьмуть участь у турі «Let Light Overcome the Darkness Tour» гурту Our Last Night, який проходив під назвою «Let Light Overcome the Darkness». Вони виступали разом з гуртами The Word Alive і Ashland. 19 листопада, перебуваючи в північноамериканському хедлайнерському турі, Our Last Night випустили кавер на пісню Льюїса Капальді «Someone You Loved» разом з Телле з The Word Alive, Ейжією з Ashland і Девіном з I See Stars.
У лютому 2021 року на сторінці менеджера гурту Ніка Волтера в Instagram було підтверджено, що гурт записується на студії Magic Door Recording, а зведенням займається Девід Бендет і Люк Голланд, який повернувся за барабани. Волтер оголосив, що після півтора місяця запису альбом був завершений і готовий до зведення.
16 травня 2023 року гурт випустив два нових сингли, «Anomaly» і «Drift». 8 вересня гурт випустив сингл «Are We Even?».

## Музичний стиль
I See Stars описують гуртом у жанрі електронікор, що поєднує елементи постгардкору, поппанку, емо та металкору з еклектичним звучанням електроніки, ставши одним з перших відомих гуртів у жанрі електронікор.

## Дискографія
Студійні альбоми
| Рік  | Альбом                     | Лейбл            | Чарти   | Чарти    | Чарти   |
| Рік  | Альбом                     | Лейбл            | Top 200 | US Indie | US Heat |
| ---- | -------------------------- | ---------------- | ------- | -------- | ------- |
| 2009 | 3-D                        | Sumerian Records | 176     | 22       | 5       |
| 2011 | The End of the World Party | Sumerian Records | 144     | 18       | 1       |
| 2012 | Digital Renegade           | Sumerian Records | 45      | 9        | —       |
| 2013 | New Demons                 | Sumerian Records | 28      | —        | —       |
| 2016 | Treehouse                  | Sumerian Records | -       | —        | —       |

Сингли
| Рік  | Назва                                        | Альбом                     |
| ---- | -------------------------------------------- | -------------------------- |
| 2009 | «What This Means to Me»                      | 3-D                        |
| 2010 | «3-D»                                        | 3-D                        |
| 2010 | «The Common Hours»                           | 3-D                        |
| 2010 | «The End of the World Party»                 | The End of the World Party |
| 2011 | «Wonderland»                                 | The End of the World Party |
| 2012 | «Filth Friends Unite»                        | Digital Renegade           |
| 2012 | «NZT48»                                      | Digital Renegade           |
| 2012 | «The Hardest Mistakes» (feat. Cassadee Pope) | Electric Forest remix      |
| 2013 | Can We Start Again                           | Renegades Forever          |
| 2013 | Violent Bounce (People Like You)             | New Demons                 |
| 2013 | Murder Mitten                                | New Demons                 |
| 2013 | New Demons                                   | New Demons                 |

Мініальбоми
- Green Light Go! EP (2007)
- I See Stars EP (2008)

## Учасники
- Девін Олівер — чистий вокал (2006—теперішній час), екстрім-вокал (2014—теперішній час)
- Брент Аллен — соло-гітара (2006—теперішній час)
- Джефф Валентина — бас (2006—теперішній час)
- Ендрю Олівер — чистий вокал, клавішні, секвенсор, програмування (2016—теперішній час); ударні, перкусія, бек-вокал (2006—2016)

### Колишні учасники
- Кріс Мур — клавішні, секвенсор, екстрім-вокал (2009—2010)
- Зак Джонсон — екстрім-вокал, клавішні, синтезатори, програмування (2006—2009; 2010—2015)
- Джиммі Грегерсон — ритм-гітара (2006—2016)

## Концертні та сесійні учасники
- Дакота «Kooter» Саммонс — ударні, перкусія (2016—теперішній час)

### Колишні концертні та сесійні учасники
- Нік Скотт — ритм-гітара (2015)
- Кріс Koo — фортепіано, клавішні, бек-вокал (2015)
- Джейкоб Хальміх — віолончель (2015)
- Джейк Бюркі — ударні, перкусія (2015)